# Вермилья, Гарольд
Гарольд Вермилья (англ. Harold Vermilyea) (10 октября 1889 года — 8 января 1958 года) — американский актёр театра, радио, кино и телевидения, карьера которого охватила период 1910-50-х годов.
Более всего Вермилья известен своими театральными работами на Бродвее, где он выступал в период с 1914 по 1955 год, а также ролями второго плана в кино в период с 1946 по 1952 год. Свои наиболее значимые кинороли Вермилья сыграл в таких заметных нуаровых драмах и триллерах, как «Джентльменское соглашение» (1947), «Большие часы» (1948), «Извините, ошиблись номером» (1948), «Край гибели» (1950) и «Рождённая быть плохой» (1950).

## Ранние годы и начало карьеры
Гарольд Вермилья родился в Нью-Йорке 10 октября 1889 года в семье строительного подрядчика Юджина Вермильи и бывшей бродвейской актрисы Анны Долано. Согласно некоторым источникам, Вермилья был потомком одного из первых голландских поселенцев, прибывших в Нью-Йорк в то время, когда город носил ещё название Новый Амстердам.
Несмотря на интерес Гарольда к театральной игре с ранних лет, отец запретил ему заниматься этой профессией. Вместо этого, получив среднее образование в Нью-Йорке и в Англии, он стал изучать стенографию и машинопись. Благодаря своим канцелярским навыкам он получил должность секретаря сенатора США от штата Оклахома Роберта Оуэна, а позднее — драматурга Аугустуса Томаса, который написал такие бродвейские пьесы, как «Аризона», «Полнолуние» и «Бабье лето».

## Театральная карьера в 1914-55 годах
Благодаря общению с Томасом Вермилья вновь решил заняться актёрской карьерой, и драматург помог ему получить работу в театре Wadsworth в Нью-Йорке. В 1914 году Вермилья дебютировал в спектакле «Лев и мышь», а после ухода Гранта Митчелла в кино, Вермилья заменил его в спектакле «Реклама себя оправдывает» (1914-15). Вскоре последовала роль в бродвейской постановке «Разбогатей быстро, Уоллингфорд» по пьесе Джорджа М. Кохана (1917), которая выдержала 16 представлений.
С началом Первой мировой войны Вермилья был призван в армию, прослужив два года во Франции в армейской скорой помощи. После увольнения Вермилья возобновил отношения с Коханом, сыграв главную роль в его спектакле «Идеально подогнанный человек», который гастролировал по стране. На протяжении последующих двух десятилетий Вермилья стал своим человеком на Бродвее, сыграв роли второго плана почти в 30 спектаклях, среди них комедия «Капитан Эпплджек» (1921, 195 представлений), драма «Враг» (1925-26, 203 представления), комедия Филипа Барри «Самый молодой» (1924-25, 104 представления), комедия «Свободные лодыжки» (1928, 168 представлений), драма «Мужчина с рыжими волосами» (1928, 20 представлений) и комедия «Плохие манеры» (1933, 8 представлений), он также заменил актёра в успешной драме «Наружу» (1938-39, 255 представлений) .
Не проходя по возрасту для службы в армии во время Второй мировой войны, Вермилья работал режиссёром труппы под эгидой благотворительной организации American Theatre Wing .
В 1944 году Вермилиа вернулся на Бродвей, добившись признания за исполнение ролей шепелявого агента Гестапо в «Якобовски и полковник» (1944-45, 417 представлений), и конгрессмена южных штатов в драме «Глубокие корни» 1945-46, 477 представлений), оба спектакля поставил Элиа Казан. Свою последнюю роль на Бродвее Вермилья сыграл в спектакле «Смертельное падение» (1955).

## Карьера в кино и на радио в 1930-е годы
В начале 1930-х годов Вермилья сыграл эпизодическую роль в своём первом фильме «Ночной ангел» (1931) с Фредериком Марчем в главной роли, который снимался в студии Paramount в нью-йоркском районе Астория.
В конце 1930-х годов Вермилья на некоторое время перешёл из театра на радио, проработав пять лет в различных программах, среди них «Час Кейт Смит», «Час Ройал Желатин», «Час Руди Валлее», в которых играл главную роль. Он также появлялся в многочисленных мыльных операх, включая многолетнюю мелодраму «Стелла Даллас» .

## Кинокарьера в 1946-52 годах
Как отмечает историк кино Карен Хэннсберри, «выдающаяся игра Вермильи в спектакле „Якобовски и полковник“ обратила на себя внимание голливудского продюсера и сценариста Ричарда Мэйлбаума», который убедил актёра взять в театре четырёхнедельный отпуск, чтобы сыграть в военном шпионском триллере «Управление стратегических служб» (1946) с участием Алана Лэдда. По словам Хэннсберри, созданный Вермильей трагикомический образ оперативника под прикрытием обратил на себя внимание критики, хотя, как написал один обозреватель, «немногие в Голливуде знали его имя, ещё меньше — его прошлое, и не нашлось ни одного его портрета в архивах студии».
Вермилья вскоре подписал контракт с кинокомпанией Paramount, и на следующий год был отдан в аренду на студию Twentieth Century Fox для съёмок в одном из своих лучших фильмов «Джентльменское соглашение» (1947) с Грегори Пеком в роли писателя, который выдаёт себя за еврея для подготовки статьи об антисемитизме.
Затем Вермилья вернулся на Paramount для съёмок в пяти фильмах, среди них мюзикл с Бингом Кросби «Императорский вальс» (1948), комедия «Святые сёстры» (1948) с Вероникой Лейк и Джоан Колфилд, драма «За пределами славы» (1948) с Аланом Лэддом, которая стала кассовым хитом. Вермилья также появился в трогательной мелодраме студии RKO «Чудо колоколов» (1948) с Фредом Макмюррем в главной роли.
Классический нуаровый триллер «Большие часы» (1948) начинается с убийства медиамагнатом (Чарльз Лоутон) своей любовницы. Чтобы скрыть следы преступления, магнат направляет следствие по ложному пути, поручая это дело своему ведущему криминальному журналисту (Рэй Милланд), который неожиданно оказывается в положении человека, которого могут обвинить в убийстве. Вермилья сыграл в этом фильме роль арт-критика одного из журналов магната, которому поручается встретиться с художницей (Эльза Ланчестер), которая видела возможного подозреваемого. Фильм получил высокую оценку критики, и, несмотря на эпизодическую роль Вермильи, в Hollywood Citizen-News было отмечено, что он «выдал первоклассную игру второго плана».
Ещё более существенную роль Вермилья сыграл в фильме нуар «Извините, ошиблись номером» (1948). В этой напряжённой картине с Барбарой Стэнвик в роли прикованной к постели богатой наследницы фармацевтического предприятия Вермилья играет роль ведущего химика её предприятия, которого муж владелицы (Берт Ланкастер) втягивает в план похищения и продажи лекарств. Как отмечает Хэннсберри, фильм имел большой успех в прокате, так, критик журнала Variety назвал его «настоящим триллером», а обозреватель Cue заявил, что «своим чистым кошмаром немногие фильмы последних лет могут сравниться по вызывающему дрожь страху с этим фильмом». По словам Хэннсберри, «Вермилья за свою игру также получил высокие оценки от нескольких критиков».
В фильме нуар «Жестокое обращение» (1949) Вермилья сыграл свою единственную роль нуарового преступника. Он предстал в образе корыстного психиатра доктора Редмана. Узнав, что его пациент постоянно видит ночной кошмар, в котором он убивает свою богатую жену, Редман совершает убийство этой богатой дамы, похищая её драгоценности. Однако их в свою очередь крадёт у него преступный частный детектив (Дэн Дьюриа), который в последующей стычке убивает психиатра, однако в финале гибнет сам. Как отмечает Хэннсберри, хотя фильм был справедливо раскритикован как «дешёвая, рассчитанная на сенсацию мешанина невероятных мелодраматических событий», Вермилья «убедительно выдал бросающую в дрожь игру в роли целеустремлённого доктора-убийцы».
Фильм нуар «Чикагский предел» (1949) рассказывает историю расследования чикагским газетным репортёром Эдом Адамсом (Алан Лэдд) обстоятельств, предшествовавших смерти молодой женщины (Донна Рид). Вермилья играет роль лейтенанта полиции Джека Анструдера, который ведёт официальное расследование этого дела, однако Эд не хочет делиться с ним информацией, и в итоге практически без помощи полиции разоблачает убийц, в перестрелке убивая главного из них. Фильм получил противоречивые отзывы критики. Так, кинообозреватель Босли Краузер в «Нью-Йорк Таймс» назвал картину «мешаниной из дешёвых клише, с азартом вброшенных в почти непостижимый сюжет». С другой стороны, Линн Бауэрс в Los Angeles Examiner пришла к заключению, что это «увлекательная история», а «игра блестящего актёрского состава находится на самом высоком уровне». Энн Хелминг в Hollywood Citizen-News отметила, что «сюжет развивается в больших направлениях, чем осьминог», при этом высоко оценив игру Вермильи в роли уставшего от жизни копа, написав, что он был «хорош в роли второго плана».
В нуаровой мелодраме «Рождённая быть плохой» (1950) Вермилья сыграл значимую роль мудрого и уравновешенного владельца издательства и дяди беспринципной и коварной главной героини (Джоан Фонтейн), которая прибывает из провинции в Сан-Франциско с целью выйти замуж за миллионера и попасть в светское общество. Как указывает историк кино Маргарита Ландазури, «когда фильм вышел на экраны, критики отвергли его как очередную мыльную оперу. Однако с годами по мере роста культового статуса режиссёра Николаса Рэя, фильм также прошёл некоторую переоценку критики». Как было отмечено в рецензии журнала TimeOut, «хотя этот фильм и далёк от лучших работ Рэя — который определённо был не доволен исходным материалом — тем не менее, это весьма смотрибельная мелодрама о стервозной женщине».
В фильме нуар «Край гибели» (1950) Вермилья сыграл важную роль приходского священника, отца Киркмана, который высокомерно относится к людям и утерял контакт со своей паствой. Когда герой фильма (Фарли Грейнджер) приходит к нему с просьбой помочь организовать достойные похороны своей матери, Киркман сначала холодно отказывает ему, а затем по мере того как Мартин всё больше воспаляется, пытается унять его. В ярости Мартин хватает распятие со стола Киркмана и убивает священника. Хотя, по словам Хэннсберри, Вермилья хорошо сыграл роль разочаровавшегося в своём служении, бездушного священника, тем не менее, критик «Нью-Йорк Таймс» нашёл его роль «схематичной». Тот же обозреватель далее отметил «шоковый эффект» от сцены убийства Киркмана, далее указав, что «ужас поступка вскоре тонет в стремительном потоке событий,… в результате фильм кажется надуманным» . Журнал Variety назвал картину «жестокой, безжалостной историей, очень необычной, которая даёт некоторое понимание того, что такое край гибели», отметив также, что «фильм сыгран на пределе актёрским составом и сильно поставлен Марком Робсоном».
Двумя последними фильмами Вермильи стали две комедии Universal — «Кэти сделала это» (1951) с Энн Блит и Марком Стивенсом, а также «Искатели-держатели» (1952) с Томом Юэллом и Джули Адамс.

## Карьера на телевидении (1953-57)
Уйдя с большого экрана, в течение нескольких следующих лет Вермилья проработал на телевидении, сыграв в отдельных эпизодах таких сериалов, как «Роберт Монтгомери представляет» (1953), «Святая святых» (1954), «Час „Юнайтед Стейтс Стил“» (1955, 1 эпизод), «Я шпион» (1955), «Продюсерская витрина» (1956) и «Час „Алкоа“» (1957) .

## Актёрское амплуа и анализ творчества
Как пишет Хэннсберри, «седовласый и пухлощёкий, с непритязательной внешностью», Гарольд Вермилья начал актёрскую карьеру на Бродвейской сцене, играя небольшие роли на протяжении 1920-30-х годов. Хэннсберри отмечает, что в кино Вермилья «пришёл довольно поздно и продержался там недолго — после голливудского дебюта в 57-летнем возрасте он сыграл в общей сложности лишь в 15 фильмах» .
На сайте Turner Classic Movies тем не менее указано, что «Вермилья был актёром с успешной голливудской карьерой». Однажды описанный как обладающий «подвижным лицом, которое может быть либо ангельским, либо зловещим», Вермилья, по словам Хэннсберри, сыграл «за свою слишком короткую кинокарьеру серию разнообразных ролей — от запуганного химика до хладнокровного убийцы, завоевав вполне заслуженное место в книгах по истории Голливуда».
По мнению Хэннсберри, среди лучших фильмов Вермильи были такие выдающиеся картины, как «Джентльменское соглашение» (1947) и «Чудо колоколов» (1948), а также фильмы нуар «Извините, ошиблись номером» (1948), «Большие часы» (1948), «Жесткоео обращение» (1949), «Чикагский предел» (1949) и «Край гибели» (1950). За время своей карьеры Вермилья сыграл с такими звёздами, как Алан Лэдд, Бинг Кросби, Чарльз Лоутон, Рэй Милланд, Дэна Эндрюс и Берт Ланкастер, а также с такими актрисами, как Барбара Стэнвик, Эльза Ланчестер и Джоан Фонтейн .

## Смерть
Харольд Вермилья умер 8 января 1958 года от инфаркта в своём нью-йоркском доме. 68-летний актёр никогда не был женат и не имел наследников.

## Фильмография
- 1914 — Джунгли / The Jungle
- 1917 — Гордыня и дьявол / Pride and the Devil
- 1917 — Закон, который провалился / The Law That Failed — Джек Торп
- 1946 — Управление стратегических служб / O.S.S. — Амадеус Бринк
- 1947 — Джентльменское соглашение / Gentleman’s Agreement — Лу Джордан
- 1948 — Чудо колоколов / The Miracle of the Bells — Никки Орлофф
- 1948 — Большие часы / The Big Clock — Дон Клаусмайер
- 1948 — Императорский вальс / The Emperor Waltz — Чемберлен
- 1948 — Святые сестры / The Sainted Sisters — Ледерер
- 1948 — Помимо славы / Beyond Glory — Рэймонд Денмор-старший
- 1948 — Извините, ошиблись номером / Sorry, Wrong Number — Валдо Эванс
- 1948 — Золотое начало Калифорнии / California’s Golden Beginning (короткометражка)
- 1949 — Жестокое обращение / Manhandled — доктор Редман
- 1949 — Чикагский предел / Chicago Deadline — Джек Анструдер
- 1949 — Под именем Ник Бил / Alias Nick Beal — глава юстиции (в титрах не указан)
- 1950 — Край гибели / Edge of Doom — отец Киркман
- 1950 — Рождённая быть плохой / Born to Be Bad — Джон Кейн
- 1950 — Телевизионный театр «Филко» / The Philco Television Playhouse (телесериал, 1 эпизод)
- 1950 — Видеотеатр «Люкс» / Lux Video Theatre (телесериал, 1 эпизод)
- 1951 — Кэти сделала это / Katie Did It — Мерил Т. Грамби
- 1951 — Опасность / Danger (телесериал, 1 эпизод)
- 1952 — Пулитцеровский театр / Pulitzer Prize Playhouse (телесериал, 1 эпизод)
- 1952 — Искатели-хранители / Finders Keepers — мистер Фицпатрик
- 1953 — Роберт Монтгомери представляет / Robert Montgomery Presents (телесериал, 1 эпизод)
- 1954 — Святая святых / Inner Sanctrum (телесериал, 1 эпизод)
- 1955 — Час «Юнайтед Стейтс Стил» / The United States Steel Hour (телесериал, 1 эпизод)
- 1955 — Я шпион / I Spy (телесериал, 1 эпизод)
- 1956 — Продюсерская витрина / Producers' Showcase (телесериал, 1 эпизод)
- 1956 — Приключения Марко Поло / The Adventures of Marco Polo (телефильм, в титрах не указан)
- 1957 — Час «Алкоа» / The Alcoa Hour (телесериал, 1 эпизод)